# 大津藩
大津藩（おおつはん）は、近江国（現在の滋賀県大津市）に存在した藩。居城は大津城。

## 概要
文禄4年（1595年）、豊臣秀吉の家臣である京極高次が6万石で入部した。高次は浅井長政に仕えていたが、天正元年（1573年）に織田信長によって浅井氏が滅亡したため、信長の家臣となった。天正10年（1582年）、本能寺の変において明智光秀に与したために光秀の敗死後に秀吉の怒りを買って追放されたが、かつて武田元明の妻であり、高次にとっては妹にあたる松の丸殿が秀吉の側室となると罪を許されて秀吉の家臣となっていた。慶長5年（1600年）の関ヶ原の戦いでは当初は西軍に与して石田三成ら西軍の動向を東軍に密告していた。しかし高次は9月15日の本戦直前になって東軍に与して大津城に籠城する。高次の正室は常高院（於初）で、徳川秀忠の正室・於江の姉だったという関係があり、秀吉の側室になった姉の淀殿よりも於江と仲が良かった。このため、大津城は立花宗茂や末次元康の猛攻を受けて開城を余儀なくされた。しかしこの大津城攻防戦のため、西軍にとって貴重な戦力であった宗茂の軍勢は9月15日の本戦に参加することができなかった。大津城落城後、高次はその敗戦を恥じて高野山に上ったが、家康は宗茂を引きつけていた高次の功績を高く評価して新たに召し出し、若狭国小浜藩8万5000石に加増移封した。
関ヶ原の戦いの翌年（1601年）、大津には家康譜代の家臣・戸田一西（左門）が3万石で入ったことから立藩した。しかし同年、大津は城としてふさわしくないという理由から、家康の命令で天下普請のもと、膳所城が築かれ、一西は膳所藩に移ることとなった。ここに大津藩は廃藩となった。

## 歴代藩主
戸田家
譜代。3万石。
1. 一西（かずあき）